# Siamraptor
Siamraptor (лат., возможное русское название — сиамраптор) — род тероподных динозавров из клады Carcharodontosauria, включающий единственный вид — Siamraptor suwati. Известен по ископаемым остаткам из нижнемеловых (аптских) отложений Таиланда. Siamraptor — первый представитель Carcharodontosauria, описанный из Юго-Восточной Азии по окаменелостям сравнительно хорошей сохранности, поэтому его открытие прояснило раннюю эволюционную историю данной клады.

## История изучения
В рамках проекта «Japan-Thailand Dinosaur Project» (2007—2009 гг.) были организованы палеонтологические раскопки неподалёку от тайской деревни Сафан-Хин, расположенной в провинции Накхонратчасима (Suranaree, Mueang Nakhon Ratchasima District). В число находок, обнаруженных исследователями, вошли окаменелости нового для науки теропода.
В 2019 году палеонтологи Дуангсуда Чокчалоемвон, Соки Хаттори, Элина Куэста, Пратуэнг Джинтасакул, Масатэру Сибата и Ёити Адзума описали типовой вид Siamraptor suwati. Родовое название состоит происходит от исторического названия Таиланда — Сиам, и лат. raptor — «грабитель». Видовое название было дано в честь тайского предпринимателя и политика Сувата Липтапанлопа за поддержку и продвижение работы Северо-восточного научно-исследовательского института окаменелого дерева и минеральных ресурсов (англ. Northeastern Research Institute of Petrified Wood and Mineral Resources).
Типовой материал S. suwati был обнаружен на небольшой площади (125 м х 160 м) в отложениях формации Хок-Круат, датируемых аптским ярусом. Голотип NRRU-F01020008 представлен задней половиной правой части нижней челюсти: надугловой, предсочленовной и сочленовной костями. Также к виду были отнесены нижеперечисленные изолированные остатки, принадлежащие не менее чем трём особям:
- три правые предчелюстные кости (NRRU-F01020001 — F01020003);
- правая (NRRU-F01020004) и левая (NRRU-F01020005) верхние челюсти;
- левая скуловая кость (NRRU-F01020006);
- две задние части левых нижних челюстей, состоящие из надугловой, предсочленовной и сочленовной костей (NRRU-F01020007 и F01020009);
- задняя часть левой нижней челюсти, состоящая из надугловой и предсочленовной костей (NRRU-F01020010);
- три передних шейных позвонка (NRRU-F01020011 — F01020013);
- три задних туловищных позвонка (NRRU-F01020014 — F01020016);
- срединный хвостовой позвонок (NRRU-F01020017);
- когтевая фаланга передней конечности (NRRU-F01020018);
- правая седалищная кость (NRRU-F01020019 и F01020020);
- нижняя часть правой большеберцовой кости (NRRU-F01020021);
- фаланга левой задней конечности IV-1 (NRRU-F01020022).

## Описание
Длина тела сиамраптора была оценена примерно в 8 метров.
Авторы описания выделили следующие аутапоморфии, по которым сиамраптор отличим от других аллозавроид:
- скуловая кость с прямым вентральным краем и дорсовентрально глубоким передним отростком ниже глазницы;
- надугольная кость с глубокой овальной вогнутостью на заднем конце латеральной полки и четырьмя надугловыми отверстиями сзади;
- длинная и узкая борозда вдоль шва между надугловой и предсочленовной костями;
- сочленовная кость обладает отверстием на выемке шва с предсочленовой костью;
- передний шейный позвонок имеет дополнительное пневматическое отверстие (плевроцель), «выкапывающее» парапофиз;
- шейный и задний спинной позвонки пронизаны парой небольших отверстий с двух сторон у оснований их отростков.